# Кападокија
Кападокија је у античком свету била велика територија у Малој Азији, данашњој Турској. У време Херодота, Кападочани су заузимали сву земљу од Таура до Црног мора.
Кападокија у географском смислу се на југу граничила са Тауром, на истоку са Еуфратом, на северу са Црним морем, а на западу са великим сланим језерима у унутрашњости Мале Азије.

## Етимологија и значење појма
Најранији помен Кападокије је из 6. века п. н. е. Она се помиње у великом тројезичном натпису двојице персијских царева, Дарија Великог и Ксеркса I. На персијском језику, име ове земље гласи Катпатука, али је јасно да се не ради о персијској речи. Највероватније, Кападокија значи „земља лепих коња“.
Под каснијим царевима Персије, Кападокија је била подељена у две сатрапије. Тако се временом издвојила област Понт, уз обалу Црног мора, као посебна историјско-географска област. Ово издвајање је већ било готово у време Ксенофонта.
У хеленистичкој епоси, остатак Кападокије (од сада ће овај чланак реферисати на Кападокију без Понта) је била формално независна држава. Главни град је била Мазака данашњи Кајсери, а други већи град била је Тијана, недалеко од Таура.

## Историја
Премало се зна о Кападокији пре него што је постала персијска сатрапија. Зна се само да је Кападокија била у време Хета веома значајна земља и да се управо у њој налазила хетска престоница Хатуша. Иако сатрапија у персијско време, Кападокија је сачувала известан степен самосталности. У једном часу, поред сатрапа, појавили су се локални владари. Тако је Аријарат I, у време Александра Великог, постао самостални владар. Када је Персија прешла у руке Александра Великог, он је задржао на кападокијском престолу Аријарата I.
Континуитет владајуће династије у Кападокији је само прекинут када је после Александрове смрти, македонски регент Пердика дао да се разапне Аријарат. Међутим, његов син је поново успоставио власт у Кападокији.
Под Аријаратом IV, Кападокија је дошла у контакт са Римом, прво као његов непријатељ и савезник римског противника Антиоха III, а затим као његов савезник против македонског краља Персеја. Наредни кападокијски краљ Аријарат V у великој мери је помогао Римљанима у обрачуну против Аристоника 130. п. н. е., који је покушао да узурпира престо Пергама, државе која је у том часу постајала римска провинција Азија.
Рим је подржао Кападочане у борби против Митридата VI. Рат између две силе се у великој мери водио управо на територији Кападокије, нарочито у Другом и Трећем митридатском рату. Римски поредак је успостављен у Малој Азији, тиме и у Кападокији, након Помпејевог похода у Трећем Митридатском рату, 63. п. н. е. У римском грађанском рату, Кападокија је била на страни Помпеја против Цезара, а касније на страни Марка Антонија против Октавијана Августа. Након ових ратова, Кападокија је била нејака клијентска држава, без стварне самосталности. Крај династије је дошао коначно 17. године, када је цар Тиберије, начинио од Кападокије римску провинцију, спојену са Понтом и Малом Јерменијом.

## Православље у Кападокији
У раном хришћанству, стара престоница Кападокије, Мазака, под новим именом Кесарија (Ћесарија) била је важно епископско средиште. 
Тројица кападокијских очева - Василије Велики, Григорије Ниски и Григорије Назијанзин - су необично важна за рану историју цркве. У време преподобног Симеона Столпника (+459) хришћанство је у Кападокији цветало. Укупно, Кападокија је било необично важна земља за рану историју хришћанства. Све до 1071. године Кападокија је била део Византије. Више од три хиљаде цркава, сведоче о православном и грчком карактеру прошлости Кападокије. Последњи православни хришћани су напустили Кападокију током етничког чишћења, и геноцида које је Турска спровела над Грцима од 1922. до 1924. године.